# Pian d'Alma
Pian d'Alma est une frazione située sur les communes de Castiglione della Pescaia et Scarlino, province de Grosseto, en Toscane, Italie. Au moment du recensement de 2011 sa population était de 100 habitants.

## Géographie
Le hameau est situé dans la plaine de la rivière Alma, sur les pentes du Poggio Ballone (it) et il est administrativement divisé entre les deux municipalités de Castiglione della Pescaia et Scarlino. Pian d'Alma est également situé à 38 km de la ville de Grosseto.

## Monuments
- Église Madonna del Rosario, conçue par l'ingénieur Ernesto Ganelli (en) et consacrée en 1958[1],[2]
- Tour d'Alma, tour fortifiée au centre du village transformée en édifice civil[3],[4]
- Tour Civette, tour de guet côtière datant du XVIe siècle
- Château de Maus ou Castel Maus : ruines d'un château médiéval[3]
- Site archéologique étrusque de Poggio Tondo[4],[5]